# Afrixalus clarkei
Afrixalus clarkei är en groddjursart som beskrevs av Malcolm Largen 1974. Afrixalus clarkei ingår i släktet Afrixalus och familjen gräsgrodor. IUCN kategoriserar arten globalt som sårbar. Inga underarter finns listade i Catalogue of Life.